# Transducción (teoría literaria)
Transducción se refiere a un concepto utilizado en teoría literaria en 1986 por Lubomír Doležel, en su artículo “Semiotics of Literary Communication”, para designar los procesos de transmisión dinámica (intertextualidad, transferencia intercultural, recepción crítica, parodia, readaptaciones...) de que pueden ser objeto las obras literarias.
Se ha dicho que el concepto de transducción llena el mismo espacio que los conceptos de intertextualidad de Julia Kristeva, de transtextualidad de Gérard Genette y de ansiedad de influencia de Harold Bloom.

## Etimología
El vocablo «transducción» procede del latín transductio, -tionis , cuyo sentido era el de transmisión (ducere, “llevar”) de algo a través de (trans-) un determinado medio que actúa sobre el objeto, provocando en él ciertas transformaciones. Transductor es, pues, el agente que transmite (ductor-oris) un objeto que por el hecho mismo de ser transmitido es también transformado, como consecuencia de la interacción con el medio a través del cual se manifiesta. El uso del término en Teoría literaria proviene de la bioquímica, donde la transducción aparece como transmisión de material genético de una bacteria a otra a través de un bacteriófago.